# Эгино, Рональд
Рональд Эгино Сеговия (исп. Ronald Eguino Segovia; родился 20 февраля 1988 года, Кочабамба) — боливийский футболист, защитник. Выступал за сборную Боливии.

## Клубная карьера
Эгино начал карьеру в клубе «Реал Потоси». В 2007 году он дебютировал в чемпионате Боливии. В том же году Рональд помог клубу выиграть Апертуру. В начале 2011 года Эгино перешёл в «Боливар». 16 января в матче против своего бывшего клуба «Реал Потоси» он дебютировал за новую команду. 24 апреля в поединке против «Сан-Хосе Оруро» Рональд забил свой первый гол за новую команду. В составе Боливара он четыре раза стал чемпионом Боливии. 23 апреля 2014 года в матче Кубка Либертадорес против мексиканского «Леона» Эгино забил свой первый гол на международном уровне.
Впоследствии играл за клубы «Сан-Хосе», «Реал Потоси» и «Мохокойя».

## Международная карьера
23 февраля 2010 года в товарищеском матче против сборной Мексики он дебютировал за сборную Боливии.
В 2015 году Рональд попал в заявку на участие в Кубке Америки в Чили. На турнире он был запасным и на поле не вышел.
В 2016 году в составе сборной Эгино принял участие в Кубке Америки в США. На турнире он сыграл в матчах против команд Панамы и Чили.

## Достижения
«Реал Потоси»
- Чемпион Боливии: Апертура 2007

«Боливар»
- Чемпион Боливии: Клаусура 2011, Клаусура 2013, Апертура 2014, Клаусура 2015